# Mário Helênio de Lery Santos
Mário Helênio de Lery Santos,conhecido como Mário Helênio (22 de maio de 1925 em Juiz de Fora - 26 de novembro de 1995 em Natal), foi um dos maiores cronistas esportivos de Juiz de Fora. O jornalista marcou a história da imprensa na cidade durante muitas décadas, não só nos Diários Associados, como também na PRB-3, a Rádio Sociedade de Juiz de Fora. Mário Helênio foi um incentivador e defensor dos esportes na cidade, além de ser um exemplo de atuação profissional às gerações que o sucederam. “Em seu programa na rádio, todo dia às 11h30, ele divulgava tudo que era competição esportiva, até ‘cuspe à distância’, e dava o resultado de tudo que era jogo de futebol. Então ele criou uma imagem de um homem ligado ao desporto”, explica o ex-técnico Geraldo Magela.
Por mais de 50 anos, o nome de Mário Helênio fez parte do noticiário esportivo escrito e falado de Juiz de Fora. Filho do deputado Jarbas de Lery Santos, Mário começou sua carreira de jornalista com apenas 14 anos, escrevendo para o Diário da Tarde e participando das transmissões esportivas da PRB3. Torcedor do Clube de Regatas Flamengo e do Tupynambás, ele era uma verdadeira enciclopédia esportiva e guardava na memória tudo sobre o futebol de Juiz de Fora e do Brasil. Seus programas no rádio sempre foram líderes de audiência e ele se transformou também em um porta-voz dos esportes amadores.
Mário Helênio comandou seu programa “Giro da Bola”, na Rádio Solar, até 26 de novembro de 1995, falecendo um mês depois.